# Velika Račna
Velika Račna – wieś w Słowenii, w gminie Grosuplje. 1 stycznia 2017 liczyła 252 mieszkańców.